# Ґаджина
Ґáджина — урочище на південних схилах гори Шпиці (1863 м) на масиві Чорногора в Українських Карпатах у межах Карпатського національного природного парку у Верховинському районі Івано-Франківської області.

## Географія
Характерне збереженням унікальних ландшафтів, популяціями червонокнижних рослин, зокрема арніки гірської. 
В урочищі розташовані Ґаджинські водоспади, високогірні озерця Веснянки (на висоті 1632 м), Чугайстрів (на висоті 1694 м), Ґаджинка (на висоті 1684 м), Заховане (на висоті 1681 м), Плоске, Жерепова, Невидимка, Холодне — останні поєднані струмком і розміщені на висотах 1632—1636 м над рівнем моря.

## Історичні факти
Історичні факти про урочище тісно переплелися з легендами. Зокрема, за народними переказами, саме в Ґаджині був похований опришок Олекса Довбуш.
Урочище вже в ХІХ столітті стало популярним туристичним місцем. Зусиллями Галицького Татранського Товариства в останній чверті ХІХ століття тут зведено притулок для туристів.
За рішеннями, прийнятими під час З'їзду суб'єктів туристичної індустрії міжвоєнної Польщі, який відбувся 8-9 червня 1934 року в Яремчі, в Ґаджині планували збудувати новий туристичний притулок, розрахований на одночасне перебування в ньому 35-50 осіб.

## Світлини

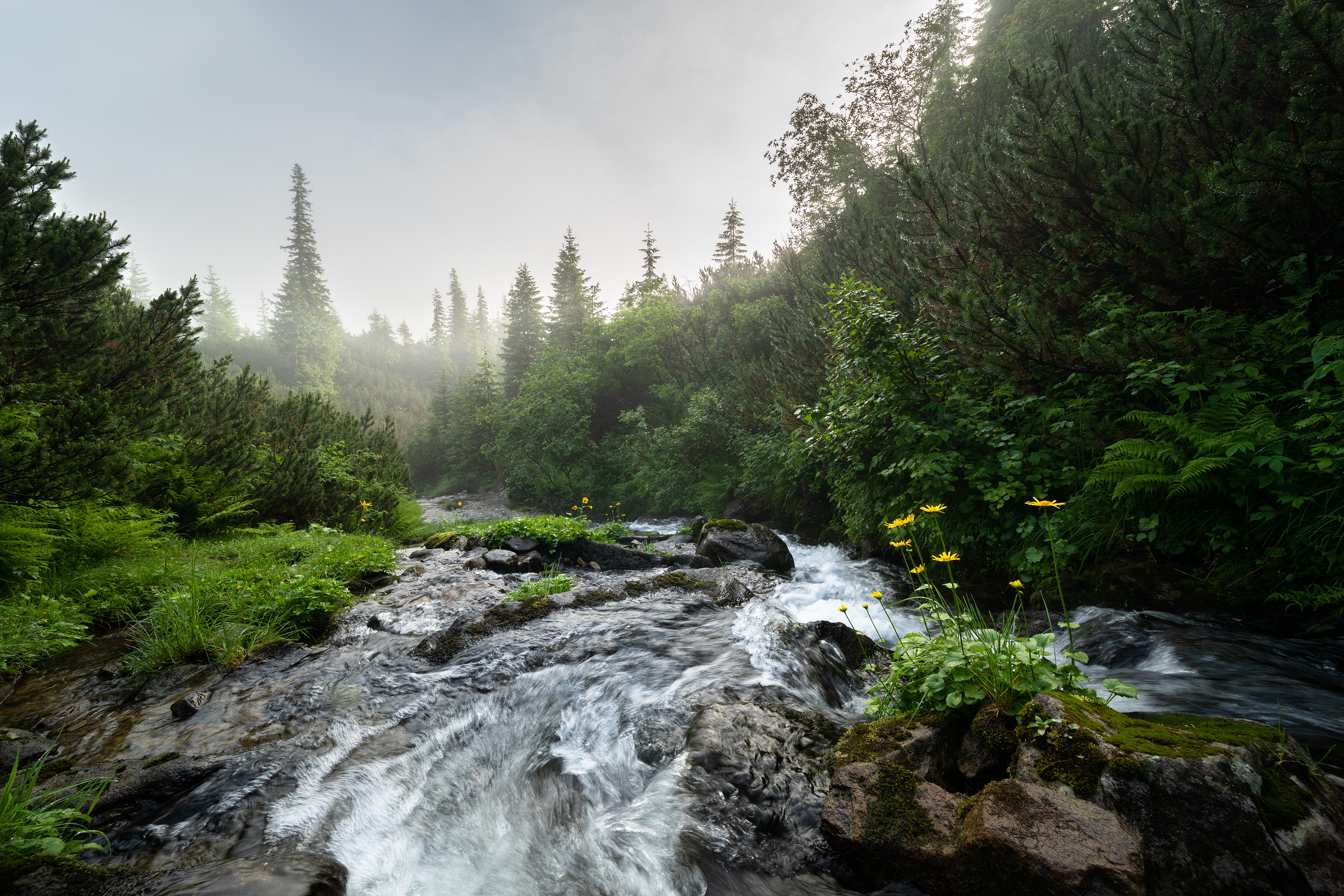
Гірський потік Мреє в урочищі Ґаджина
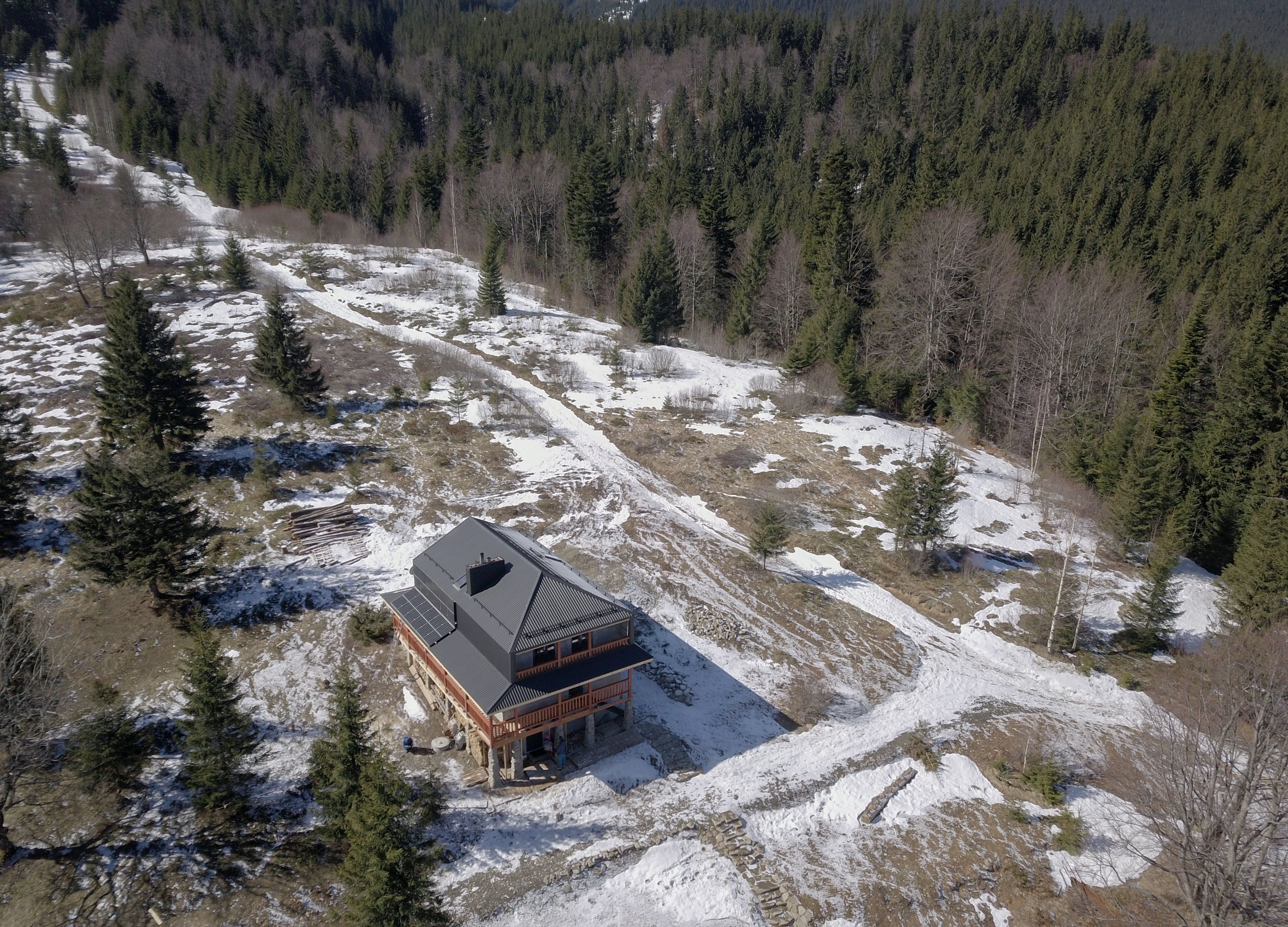
Туристичний притулок на полонині Ґаджина
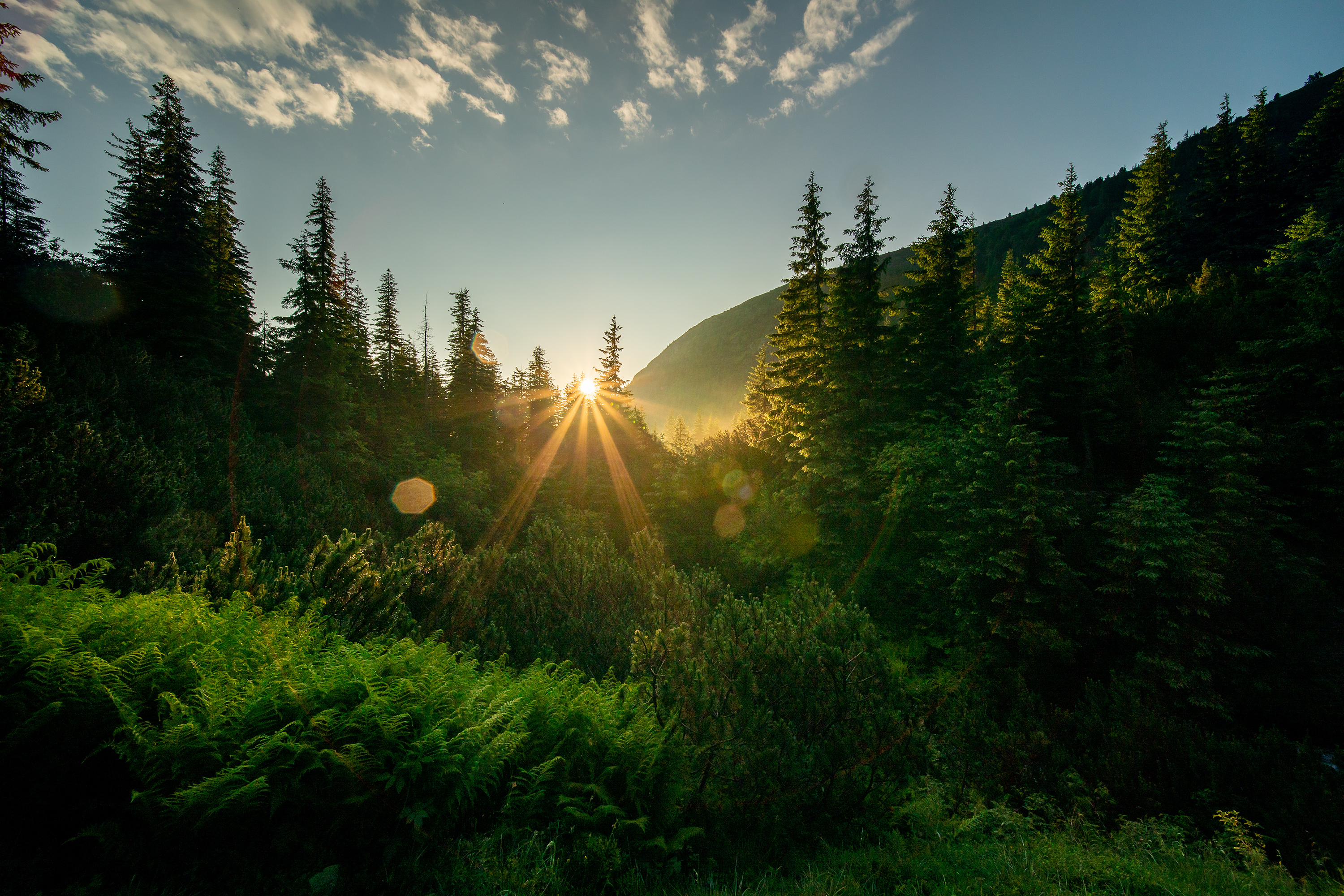
Ранок в Урочищі Ґаджина
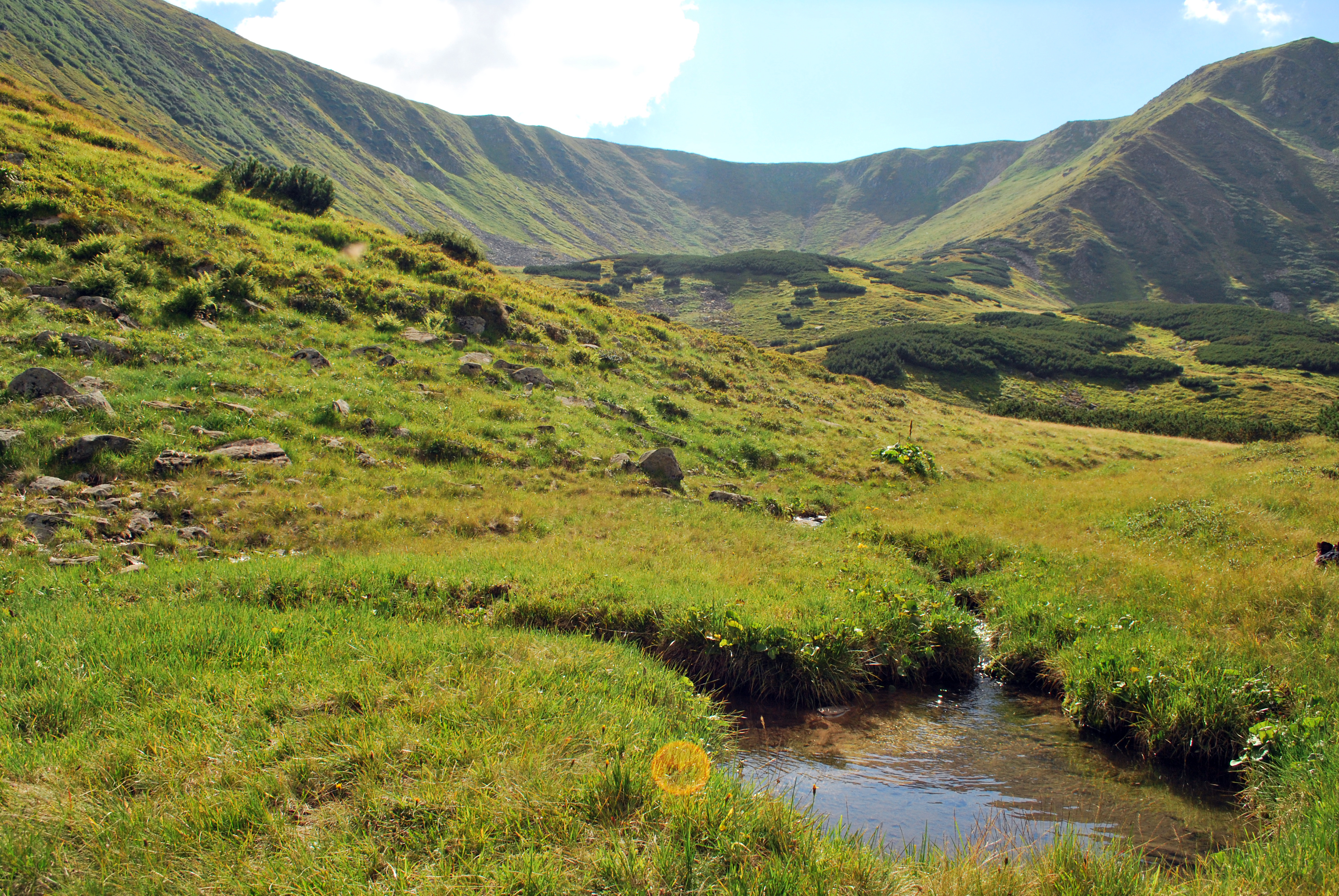
Безіменне озерце вище схилом над озерцем Захованим в урочищі Ґаджина